# Burza ogniowa

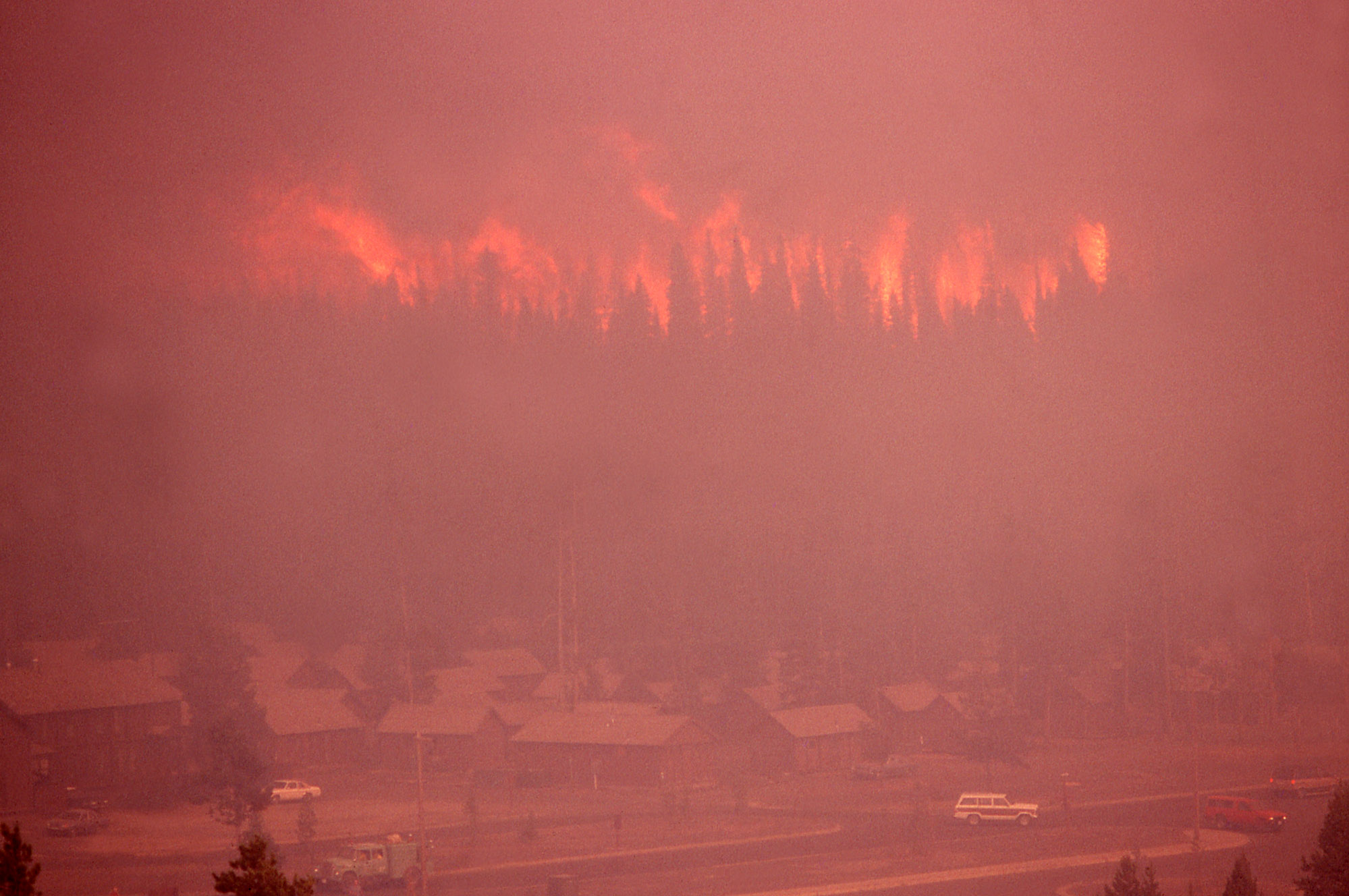
Burza ogniowa w Yellowstone w 1988 roku

Burza ogniowa – na tyle duży pożar, że wytworzona przezeń kolumna gorącego powietrza zasysa w sposób ciągły powietrze z otoczenia (patrz efekt kominowy). Wywołuje to dalsze zwiększanie temperatury płomieni i samonapędzający się wzrost natężenia ognia i wiatru, mogący nawet wytworzyć huragan.
Burze ogniowe mogą powstawać w wyniku dużych pożarów buszu i lasów bądź na skutek intensywnych bombardowań ładunkami zapalającymi.
Temperatura burzy ogniowej może sięgać 1600 °C, co oznacza, że praktycznie wszystkie palne materiały ulegają zapaleniu i podtrzymują ogień. Na obszarach dotkniętych burzą ognia mogą zostać stopione cegły, cement, szkło, nawierzchnia ulic, samochody itd. W szczególnych wypadkach burza może zużyć cały tlen na objętym nią terenie. Przykładowo po zbombardowaniu Drezna 70% ofiar zginęło w wyniku uduszenia.

## Burze ogniowe na terenie miast
Burze ogniowe powstawały w trakcie pożarów wielkich miast, takich jak: wielki pożar Rzymu, pożar Londynu w roku 1666, wielki pożar Chicago, oraz pożary będące wynikiem trzęsienia ziemi takich jak: trzęsienie ziemi w San Francisco (1906) i trzęsienie ziemi w Kantō (1923). Burze ogniowe były również powodowane przez naloty dywanowe podczas II wojny światowej w Tokio i niemieckich miastach: Hamburgu (operacja Gomora), Dreźnie, Kassel, Darmstadt, Pforzheim, Brunszwiku, Hildesheim i Stuttgarcie. Aby spotęgować straty bombowce w pierwszej fali zrzucały bomby burzące (mające na celu poprzez falę uderzeniową wybić szyby w oknach). W drugiej i trzeciej fali były zrzucane bomby zapalające. Wybite otwory okienne i drzwiowe stwarzając swobodę penetracji dla płomieni potęgowały efekt kominowy nasilając pożar. Efekty były szczególnie widoczne w miastach o gęstej zabudowie i wąskich ulicach - płomienie przedostawały się z budynku na budynek (z tego też powodu Berlin - mający szerokie ulice i wyłącznie murowaną zabudowę odniósł od płomieni stosunkowo małe straty).
| Miasta / Zdarzenia                  | Daty burz ogniowych             | Uwagi |
| ----------------------------------- | ------------------------------- | --- |
| Pożar Londynu w 1666 roku           | 2 września 1666 5 września 1666 | większa część Londynu spalona; tylko 5 osób uznano za zmarłe w wyniku pożaru. |
| Wielki pożar Chicago Pożar Peshtigo | 8 października 1871             | setki osób zginęły w Chicago od 8 do 10 października; ponad 2500 osób zginęło w Peshtigo (Wisconsin); pozostałe osoby zginęły w podobnych pożarach w Holland i Manistee (Michigan). |
| Trzęsienie ziemi w Tokio w 1923     | 1 września 1923                 | 140 000 osób zmarło, większość w burzy ogniowej w Tokio i mieście portowym Jokohama. Straty w roku katastrofy pochłonęły do 40% PNB.                                                |
| Stalingrad (ZSRR)                   | 23 sierpnia 1942                | Od kilku do kilkudziesięciu tysięcy zabitych, zniszczenie większości miasta. |
| Wuppertal (Niemcy)                  | 10 maja 1943                    | |
| Hamburg (Niemcy)                    | 27 lipca 1943                   | 45 000 ofiar – Operacja Gomora |
| Remscheid (Niemcy)                  | 31 lipca 1943                   | |
| Kassel (Niemcy)                     | 23 października 1943            | 5 300 ofiar spośród mieszkańców |
| Kaiserslautern (Niemcy)             | 14 lipca 1944                   | |
| Brunszwik (Niemcy)                  | 15 października 1944            | 2600 ofiar |
| Saarbrücken (Niemcy)                | 5 sierpnia 1944                 | |
| Darmstadt (Niemcy)                  | 11 września 1944                | 12 300 ofiar |
| Stuttgart (Niemcy)                  | 12 września 1944                | |
| Heilbronn (Niemcy)                  | 6 grudnia 1944                  | 6 500 ofiar |
| Ulm (Niemcy)                        | 17 grudnia 1944                 | |
| Drezno (Niemcy)                     | 13–14 lutego 1945               | 22 700-25 000 ofiar |
| Pforzheim (Niemcy)                  | 23 lutego 1945                  | |
| Moguncja (Niemcy)                   | 27 lutego 1945                  | |
| Tokio (Japonia)                     | 9 marca 1945                    | 120 000 ofiar |
| Würzburg (Niemcy)                   | 16 marca 1945                   | 5 000 ofiar |
| Kobe (Japonia)                      | 17 marca 1945                   | |
| Hildesheim (Niemcy)                 | 23 marca 1945                   | |
| Burza ogniowa na wzgórzach Oakland  | 20 października 1991            | 25 ofiar, straty oszacowano na 1,5 mld dolarów |